# Lionel Hénault
Pour les articles homonymes, voir Hénault.
Lionel Hénault, né le 3 janvier 1963 à Châteaudun, est un footballeur français.

## Biographie
Lors de la saison 1980-1981, avec l'équipe juniors de l'US Orléans, Lionel Hénault atteint les quarts de finale de la Coupe Gambardella. Cette équipe, emmenée notamment par Hénault et ses coéquipiers Olivier Trassard, Alain Noël et Pierre-Yves Boitard, bat le Limoges FC (3-0) et l'AS Saint-Étienne, un des meilleurs centre de formation de cette période (2-0). L'US Orléans joue ensuite au stade du Ray de l'OGC Nice, pour une place en finale, mais elle s'incline lourdement (7-1) dont trois buts de Daniel Bravo.
En septembre 1992, Lionel Hénault est victime d'une double entorse au sortir de sa convalescence après une opération du tendon d'Achille.
En mai 2014, Lionel Hénault participe à un match de gala à Fleury-les-Aubrais au profit de la lutte contre l'insuffisance rénale organisé par l'association Santé Plus Orléans. L'occasion de revoir à l’œuvre certaines gloires du football départemental comme Alain Noël et Olivier Trassard.